# Eric Weissberg
Eric Weissberg, född 16 augusti 1939 i Brooklyn i New York, död 22 mars 2020 nära Detroit, Michigan, var en amerikansk bluegrassmusiker. Han är mest känd för låten Dueling banjos från filmen Den sista färden (originaltitel: Deliverance). Han började sin bana som basgitarrist men spelade senare banjo, mandolin och gitarr.